# Ordono al II-lea de Leon
Ordono al II-lea  (n. 871 d.Hr. – d. iunie 924 d.Hr., León, Castilia și León, Spania) a fost regele Galiciei din 910 și regele Galiciei și Leonului din 941 până la moartea sa. El a fost un conducător energic care și-a administrat doar teritoriile împărăției Leonului sub controlul său și a luptat cu succes împotriva musulmanilor, care încă dominau cea mai mare parte a Peninsulei Iberice. 
Ordono a continuat extinderea sistemului politic și creștin al stămoșilor săi pe două fronturi. În teritoriile sale de sud-vest, el a demis Mérida și Évora și a forțat guvernatorul musulman al regiunii să-i cumpere retragerea.
În teritoriile sale din est, el l-a unit pe Sancho I Garces, regele de Navara, împotriva emisarului din Cordoba, Adb-ar-Rahman al III-lea. Maurii au fugit în San Esteban de Gormaz. Arnedo și Calahorra au fost luate un an mai târziu de la Qasi Banu. Reacția lui Abd-ar-Rahman, cu toate acestea, a fost severă. În 920, el a mărșăluit cu o armată pentru a recupera Osma și Esteban de Gormaz. El a trecut în Navarra și i-a învins pe creștinii de la Valdejunquera și a capturat episcopii din Tui și Salamanca. 
Ordono, care venise la rugămințile regelui Sancho, și-a atribuit pierderea în absența conților din Castilia, care nu veniseră la apelul său. El i-a adunat împreună la Tejares și i-a ucis. 
El a suferit raiduri frecvente în teritoriul său, de la armatele lui Adb-ar-Rahman al III-lea și s-a confruntat cu castilienii care aspirau la revolte în Leon.
El a murit în 924, lăsând în urmă patru copii mici, fiind succedat de fratele său, Fruela, regele Austriei, reunind astfel patrimoniul tatălui lor. 